# Shangmeng
Shangmeng (kinesiska: 上孟乡, 上孟) är en socken i Kina. Den ligger i provinsen Sichuan, i den sydvästra delen av landet, omkring 140 kilometer nordväst om provinshuvudstaden Chengdu. Antalet invånare är 2 767. Befolkningen består av 1 343 kvinnor och 1 424 män. Barn under 15 år utgör 18,0 %, vuxna 15-64 år 72 %, och äldre över 65 år 8,0 %.
Genomsnittlig årsnederbörd är 1 226 millimeter. Den regnigaste månaden är juli, med i genomsnitt 253 mm nederbörd, och den torraste är januari, med 11 mm nederbörd.